# 토탈 어나힐레이션: 킹덤즈
《토탈 어나힐레이션: 킹덤즈》(Total Annihilation: Kingdoms)는 1999년에 출시된 토탈 어나힐레이션의 공식적인 후속작으로서 전편의 메카닉 위주의 구성이 아닌 판타지 세계를 기본으로 한 전략 시뮬레이션이다. 론 길버트가 제작하였다.
다리안을 통치하던 대마법사 가라카이우스의 4명의 자식들이 다리안의 패권을 두고 전쟁을 하는 것이 주된 스토리이다.

## 시스템
시스템 적인 측면으로는 독특한 면이 있는데, 일반적으로 자원을 채취 하는 개념을 갖는 RTS 게임들과는 달리 마나 시스템을 적용하여 특정 위치에 로드스톤(확장팩에 나오는 종족인 크레온은 마나 리파이너리)을 건설하여 마나량을 늘려가면서 운영하는 것이 특징이다. 게임 후반에 최종 테크트리까지 가서 업그레이드 버전인 디바인 로드스톤(크레온은 마나 앰플리파이어)을 만들면 일반 로드스톤보다 훨씬 많은 마나량을 보유할 수 있다. 하지만 현재 운영되고 있는 마나량의 한계를 넘어가서 마나량이 바닥이 되면 모든 생산 속도가 현저히 떨어지게 되므로 운영에 주의를 해야 한다.

## 인터페이스
전작의 인터페이스를 계승하여 탑뷰 시점을 유지하고 있다. 하지만 탑뷰 시점으로 게임을 진행하다 보니 유닛들끼리 전투를 할 때에도 박진감이 많이 떨어지고 또한 속도감이 너무 답답할 정도로 느려서 유저들에게 그다지 환영받지 못하였다.